# Attilius
Cet article possède un paronyme, voir Atilius.
Attilius est un poète comique latin actif aux IIIe et IIe siècles av. J.-C., connu comme auteur entre autres de fabulae palliatae.

## Histoire
Au cours de la première moitié du Ier siècle av. J.-C., l'érudit Volcatius Sedigitus rédigea une liste des principaux poètes comiques en plaçant Attilius à la cinquième place devant Térence et après Ennius.
| « multos incertos certare hanc rem vidimus,palmam poetae comico cui deferant. eum meo iudicio errorem dissolvam tibi, contra si quis sentiat, nihil sentiat. Caecilio palmam Statio do comico. Plautus secundus facile exsuperat ceteros. dein Naevius, qui fervet, pretio in tertiost. si erit, quod quarto detur, dabitur Licinio. post insequi Licinium facio Atilium. in sexto consequetur hos Terentius, Turpilius septimum, Trabea octavum optinet, nono loco esse facile facio Luscium. decimum addo causa antiquitatis Ennium. » | « Nous avons vu beaucoup, incertains, rivaliser sur ce problème : à quel poète comique attribuer la palme. Grâce à mon critique je vais t'éclairer sur cette incertitude, jusqu'au moment, si quelqu'un penserait différemment, j'arrête de le faire. J'attribue la palme au poète comique Caecilius Statius. Plaute, comme second, dépasse facilement les restants. Ensuite Naevius, qui brule, à la troisième place. S'il devait y avoir une quatrième place, je l'attribuerais à Licinius. Ensuite j'estime que Attilius suivrait Licinius. À la sixième Térence, Sextus Turpilius septième, Quintus Trabea le huitième, et j'estime que facilement à la neuvième place se placerait Luscius Lanuvinus. Au dixième j'ajoute par son ancienneté Ennius. » — Aulu-Gelle, Noctes Atticae, XV, 24. |

Bien qu'il s'agisse d'une opinion personnelle, celle-ci est partagée par d'autres philologues contemporains. En effet, il est aussi cité par Cicéron et Varron comme poète comique.
Il a traduit en latin Électre de Sophocle
Cicéron fait allusion à cette traduction :

« Je suis si loin de partager cet avis, qu'il me semble au contraire que, bien qu'Électre de Sophocle soit parfaitement écrite, la version médiocre d'Attilius mérite cependant d'être lue ; c'est ce poète que Lucinius appelle un écrivain dur, mais qui vaut la peine qu'on le lise. »

— Cicéron, De Finibus bon. et mal., 1, ch. 2